# Thomas J. H. Trapnell

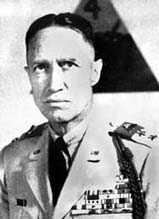
Thomas Trapnell

Thomas John Hall „Trap“ Trapnell (* 13. November 1902 in Yonkers, New York; † 13. Februar 2002 in Fort Belvoir, Virginia) war ein Generalleutnant der United States Army. Er kommandierte unter anderem die 3. Armee.
Thomas Trapnell war der Sohn von Joseph H. Trapnell (1871–1922) und dessen Frau Laura Kennedy (1870–1963). Die Trapnells waren eine alteingesessene prominente Familie, die ursprünglich aus der Region um die Chesapeake Bay stammte und deren Wurzeln bis tief in die Kolonialzeit zurückreichten. Thomas Trapnell hatte zwei prominente Brüder: Walter Scott Trapnell (1900–1952) brachte es zum Commander in der United States Navy und William Holmes Trapnell (1905–1973) war ein bekannter Rechtsanwalt. Der Cousin Frederick M. Trapnell (1902–1975) war Vizeadmiral in der Navy.
Thomas Trapnell besuchte die Episcopal High School in Alexandria. Zwischen 1924 und 1927 durchlief er die United States Military Academy in West Point. Nach seiner Graduation wurde er als Leutnant der Kavallerie zugeteilt. In der Armee durchlief er anschließend alle Offiziersränge bis zum Dreisterne-General. In seinen jüngeren Jahren absolvierte er den für Offiziere in den niederen Rangstufen üblichen Dienst in verschiedenen Einheiten und Standorten. Im Jahr 1939 wurde er auf die Philippinen zu den Philippine Scouts versetzt. Dort wurde er zum Major befördert und als Stabsoffizier dem 26. Kavallerieregiment zugeteilt.
Zum Zeitpunkt des japanischen Angriffs auf die Philippinen während des Zweiten Weltkriegs war Trapnell noch immer beim 26. Kavallerieregiment. Er übernahm das Kommando über eine Untereinheit und zog sich mit den anderen Einheiten nach Bataan zurück. Im April 1942 geriet er in japanische Kriegsgefangenschaft. Er war ein Überlebender des berüchtigten Todesmarsches von Bataan und blieb bis August 1945 unter teilweise unmenschlichen Bedingungen in japanischer Kriegsgefangenschaft. Dabei überlebte er auch mehrere versehentliche amerikanische Angriffe auf Boote, in denen sich Gefangene befanden.
Nach seiner Rückkehr und Erholung von den Strapazen der Gefangenschaft absolvierte Trapnell das Command and General Staff College in Fort Leavenworth in Kansas und die United States Army Airborne School, an der unter anderem Fallschirmspringer ausgebildet werden. Anschließend wurde er Kommandeur des 505. Infanterieregiments, einer Fallschirmjägereinheit, die der 82. Luftlandedivision unterstand.
Im Jahr 1951 erreichte Trapnell nach seiner Beförderung zum Brigadegeneral die Generalsränge. Er wurde nach Asien versetzt, wo er am Koreakrieg teilnahm. Dort war er an der grausamen Niederschlagung eines Kriegsgefangenaufstands im Kriegsgefangenenlager Koje beteiligt, wobei es zu Menschenrechtsverstößen kam. Zwischen 1952 und 1954 war Trapnell, inzwischen als Generalmajor, in Französisch-Indochina stationiert. Dort gehörte er der amerikanischen Beratergruppe an.
Ab 1954 kommandierte Trapnell militärische Großverbände. 1954 und 1955 kommandierte er die gerade erst wieder reaktivierte 4. Panzerdivision. Anschließend war er vom 5. Juli 1955 bis zum 13. September 1956 Kommandeur der 82. Luftlandedivision. In dieser Funktion löste er Francis William Farrell ab. Von Februar 1958 bis August 1959 hatte Trapnell als Nachfolger von Arthur Trudeau das Kommando über das I. Corps, das in Südkorea stationiert und der 8. Armee unterstellt war. Anschließend war er für kurze Zeit Kommandeur des Pacific Command. In den Jahren 1960 und 1962 war er zwei Mal jeweils für einige Monate Kommandeur der 3. Armee. Zwischenzeitlich und danach folgte das Kommando über die XVIII. Luftlandedivision und das Strategic Army Corps. Im Jahr 1961 sprach er sich gegenüber Präsident John F. Kennedy gegen ein amerikanisches Militärengagement in Vietnam aus. Im Jahr 1962 trat Thomas Trapnell in den Ruhestand.
Der hochdekorierte Offizier erreichte ein Alter von über 99 Jahren und starb am 13. Februar 2002 in Fort Belvoir. Er fand seine letzte Ruhestätte auf dem Nationalfriedhof Arlington.

## Orden und Auszeichnungen
Thomas Trapnell erhielt im Lauf seiner militärischen Laufbahn unter anderem folgende Auszeichnungen:
- Distinguished Service Cross
- Army Distinguished Service Medal
- Silver Star
- Legion of Merit
- Bronze Star Medal
- Purple Heart
- Prisoner of War Medal
- Presidential Unit Citation
- American Defense Service Medal
- American Campaign Medal
- Asiatic-Pacific Campaign Medal
- World War II Victory Medal
- Army of Occupation Medal
- National Defense Service Medal
- Korean Service Medal
- Armed Forces Expeditionary Medal
- Philippine Defense Medal (Philippinen)
- Croix de Guerre (Frankreich)
- Distinguished Service Order (Südvietnam)
- Gallantry Cross (Südvietnam)
- Philippine Republic Presidential Unit Citation (Philippinen)
- Republic of Korea Presidential Unit Citation (Südkorea)
- Vietnam Presidential Unit Citation (Südvietnam)
- United Nations Korea Medal (UNO)
- Vietnam Campaign Medal (Südvietnam)
- Korean War Service Medal (Südkorea)